# Intrigue diabolique
Pour plus de détails, voir Fiche technique et Distribution.
Intrigue diabolique (Un tiro por la espalda) est un film policier espagnol réalisé par Antonio Román et sorti en 1964.

## Fiche technique
- Titre français : Intrigue diabolique ou Intrigues diaboliques ou Diaboliques Intrigues[1]
- Titre original espagnol : Un tiro por la espalda[2]
- Réalisateur : Antonio Román
- Scénario : Jaime de Armiñán, Vicente Coello, José María Forqué
- Photographie : Alejandro Ulloa
- Musique : Adolfo Waitzman
- Production : Alberto Alvarez de Cienfuegos, Antonio Roman
- Société de production : Cooperativa Castilla Cinematografica
- Pays de production :  Espagne
- Langue originale : espagnol
- Format : couleurs par Eastmancolor - 2,35:1 - Son mono - 35 mm
- Durée : 85 minutes
- Genre : film policier
- Dates de sortie :
  - Espagne : 1964
  - France : 22 décembre 1972[1]

## Distribution
- Yvonne Bastién
- Tomás Blanco (es)
- Julia Caba Alba
- Perla Cristal
- Alberto de Mendoza
- Gérard Tichy